# Västkustbanan

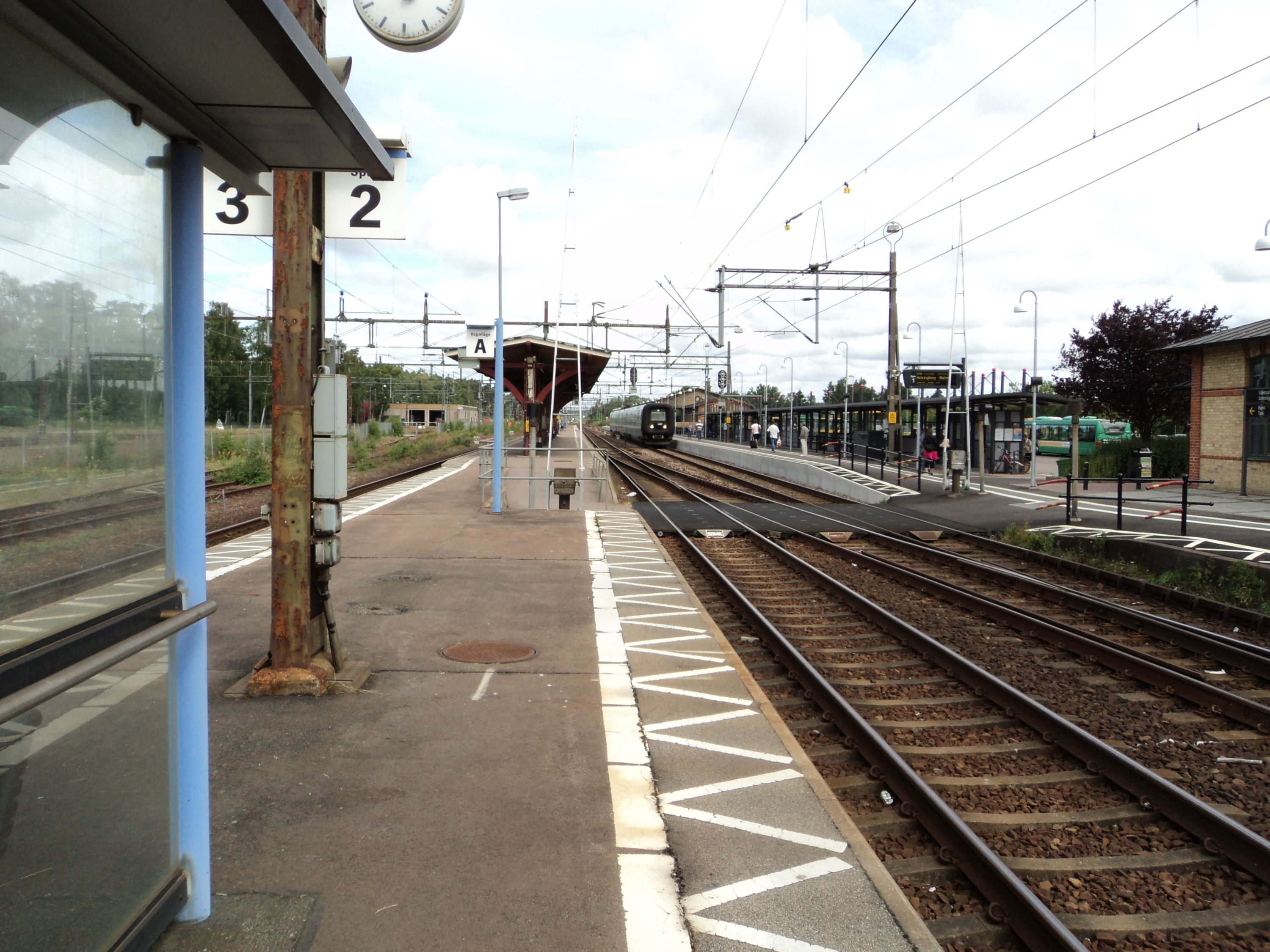
Ängelholm (stacja kolejowa)

Västkustbanan – linia kolejowa w Szwecji pomiędzy Göteborg i Lund. Liczy 284 km, jest w pełni zelektryfikowana i w większości dwutorowa. 
Linia kolejowa zapewnia prowadzenie ruchu pociągów z prędkością do 250 km/h. 

## Historia
Trasa została wybudowana w 1888 roku jako jednotorowe połączenie kilku prywatnych linii kolejowych. Została znacjonalizowana w 1896 roku. W 2015 roku, w regionie Skania otworzono na niej najdłuższy tunel kolejowy w Szwecji Hallandsåstunneln.

## Stacje
- Göteborg,
- Varberg,
- Ängelholm,
- Helsingborg,
- Landskrona,
- Lund.